# Georg Ludwig Scharfenberg
Georg Ludwig Scharfenberg, född 28 december 1746 i Hümpfershausen, död 2 december 1810 i Ritschenhausen, var en tysk entomolog och luthersk-evangelisk pastor.
Scharfenbergs far var lärare. Efter utbildningen vid Universitetet i Halle blev Scharfenberg pastor i Ritschenhausen. Som bisyssla forskade han som entomolog. Han publicerade bland annat i Journal für Liebhaber der Entomologie som utgavs av Ludwig Gottlieb Scriba. Tillsammans med Johann Matthäus Bechstein utgav han 1804 verket Vollständige Naturgeschichte der schädlichen Forstinsekten. Dessutom var Scharfenberg ledamot av ett större jaktsällskap.

Auktorsnamnet Scharfenberg kan användas för Georg Ludwig Scharfenberg i samband med ett vetenskapligt namn inom zoologin; se Wikipedia-artiklar som länkar till auktorsnamnet.